# Alfred Lehr
Pour l’article homonyme, voir Lehr (homonymie).
Alfred Paul Lehr (né le 12 octobre 1924 à Vienne, mort le 29 juin 2011 dans la même ville) est un banquier et producteur autrichien de cinéma.

## Biographie
Après l'abitur en 1942, Lehr entre à l'École de commerce mondial de Vienne, mais est enrôlé dans la Wehrmacht la même année et poursuit ses études commerciales en 1946. Il obtient un doctorat en sciences commerciales en 1948. Après un court intermède dans une société viennoise de négoce de textiles, Lehr rejoint le Creditanstalt-Bankverein, devient chef de département en 1954 et accède au conseil d'administration de la grande banque viennoise (département cinéma) en 1956.
Parallèlement, en 1954, Lehr devient directeur de production avec le film L'Écho des montagnes est un immense succès en Autriche et en Allemagne de l'Ouest, où il réunit quelque 28 millions de spectateurs dans les salles. Tout en continuant à produire activement des productions cinématographiques, principalement des Heimatfilms, jusqu'au début des années 1960, Lehr fait carrière dans l'industrie cinématographique autrichienne et occupe plusieurs postes officiels tels que celui de fondé de pouvoir individuel chez Sascha-Film, celui de membre du conseil de surveillance de l'Austria Wochenschau et celle d'un vice-président de la Société autrichienne pour les études cinématographiques et l'industrie cinématographique. Pour la société de production Österreichische Film GmbH (ÖFA), il produit des films jusqu'en 1961.
Au cours de ses années d'activité cinématographique, Lehr reste principalement banquier, il devient directeur du Creditanstalt-Bankverein en 1974. De 1979 jusqu'à sa retraite en 1994, Alfred Lehr occupe un autre poste central au Creditanstalt en tant que chef du Centre de conseil économique. Il occupe plusieurs postes de directeur général, de fondé de pouvoir et de membre du conseil de surveillance dans des sociétés du groupe de la banque.
De 1953 à 1957, Lehr est évaluateur et de 1957 à 1976 président du comité d'examen des diplômes de l'École de commerce mondial de Vienne. À partir de 1962, il est professeur à l'Université de Vienne et expert judiciaire assermenté. Dans ce cadre, il publie de nombreuses publications. Pour ces réalisations, l'État autrichien le nomme professeur en 1965. En 1976, il reçoit un autre titre honorifique, celui de sénateur.
Lehr devient président de la Cinémathèque autrichienne en 1970. En 1955, il est membre fondateur, vice-président et membre fondateur de la Société autrichienne d'études cinématographiques, de communication et de recherche sur les médias et également vice-président de l'Association internationale d'études de communication, premier vice-président de la Société autrichienne de publicité à la Université d'économie et de commerce de Vienne.
Il pratique du sport au sein de l'Association autrichienne des universitaires autrichiens en commerce. Il est président de 1976 à 1998. Lors de l'Assemblée générale de 1998, Lehr se voit offrir la présidence d'honneur à vie.

## Filmographie
- 1954 : L'Écho des montagnes
- 1955 : Sa fille Pierre
- 1955 : Die Sennerin von St. Kathrein (de)
- 1956 : Hengst Maestoso Austria (de)
- 1956 : Les Fiancés du Wolfgangsee (de)
- 1957 : Wer die Heimat liebt (de)
- 1957 : Ober, zahlen! (de)
- 1957 : Der Jungfrauenkrieg (de)
- 1957 : Mit Rosen fängt die Liebe an (de)
- 1958 : Sebastian Kneipp – Ein großes Leben (de)
- 1958 : Soucis de millionnaire
- 1959 : Meine Tochter Patricia (de)
- 1960 : Mélodie de l'adieu
- 1961 : Un homme dans l'ombre
- 1961 : Autofahrer unterwegs